# Zbigniew Maksymiuk
Zbigniew Maksymiuk (ur. 1 października 1958 w Gdańsku) – inżynier ochrony środowiska, współtwórca nowoczesnych wodociągów gdańskich, były prezes zarządu i dyrektor generalny Saur Neptun.

## Życiorys
W 1983 ukończył Politechnikę Gdańską. Od tego samego roku zatrudniony w Okręgowym Przedsiębiorstwie Wodociągów i Kanalizacji. W 1991 roku został jego dyrektorem naczelnym i odegrał ważną rolę w przygotowaniach do prywatyzacji. Uczestnik negocjacji Miasta Gdańska z francuską grupą Saur, po których w roku 1992 powstała spółka Saur Neptun Gdańsk. Objął w niej stanowisko dyrektora generalnego i wiceprezesa. W latach 2001–2011 prezes zarządu i dyrektor generalny. Pod jego kierownictwem firma uległa modernizacji technicznej i organizacyjnej, stała się liderem branży w Polsce. Marka Saur Neptun Gdańsk w kwietniu 2010 otrzymała nominację do Światowej Nagrody Wody jako jedna z 10 najlepszych firm wodociągowych na świecie.
Członek Wojewódzkiej Komisji Dialogu Społecznego Wojewody Pomorskiego, członek prezydium Zarządu Głównego Polskiego Zrzeszenia Inżynierów i Techników Sanitarnych, prezes Pomorskiego Forum Wodociągowego, wiceprezes i w okresie 1992–2011 członek Rady Izby Gospodarczej Wodociągi Polskie, od 2012 roku Honorowy Członek Izby. Reprezentował polskie firmy wodociągowe w zarządzie Eureau (Europejskie Stowarzyszenie Wody). W roku 2001 otrzymał tytuł Biznesmena Roku „Dziennika Bałtyckiego”, w 2003 Złotego Inżyniera „Przeglądu Technicznego”, w tym samym roku znalazł się na liście najlepszych polskich menedżerów tygodnika „Wprost”. Laureat Medalu Prezydenta Miasta Gdańska w 2007 i Komisji Edukacji Narodowej. W 2009 roku odznaczony Krzyżem Kawalerskim Orderu Odrodzenia Polski.